# Uppsala International Short Film Festival

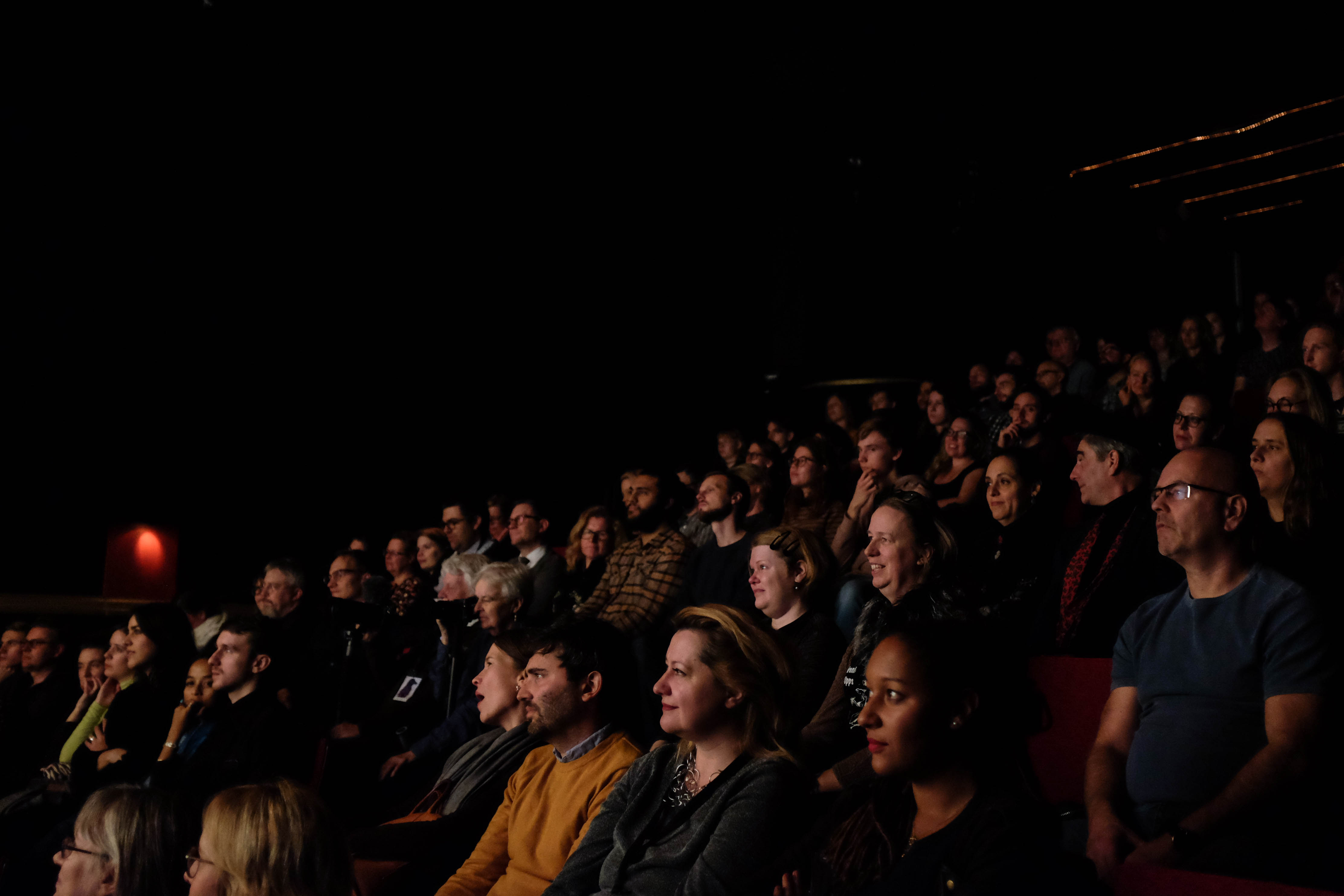
2018 beim Uppsala International Short Film Festival

Das Uppsala International Short Film Festival (schwedisch: Uppsala Internationella Kortfilmfestival) ist ein 1982 gegründetes internationales Filmfestival für Kurzfilme, das jährlich im Oktober in der schwedischen Stadt Uppsala stattfindet.

## Geschichte
Das Uppsala International Short Film Festival, eines der ältesten Filmfestivals Schwedens, wurde von einer Gruppe um Lars Hedenstedt ins Leben gerufen. Die erste Ausgabe des Festivals eröffnete am 1. September 1982 mit einer Vorführung des Films Die Ankunft eines Zuges auf dem Bahnhof in La Ciotat der Brüder Lumière. Es wurden rund 60 Kurzfilme, vor allem aus Schweden und Dänemark, vor etwa 1000 Zuschauern gezeigt. Schon bei der nächsten Festivalausgabe im Jahr 1983 wurden erstmals auch Kurzfilme aus der Volksrepublik China und der Tschechoslowakei ins Programm aufgenommen. Uppsala machte sich von nun an einen Namen, im Westen sonst kaum zu sehende Filme von jenseits des Eisernen Vorhangs zu präsentieren. 1984 fand das Festival erstmals im Oktober statt. Seit 1985 ist ein eigenes Kinderfilm-Festival Teil des Programms und bis 1992 wurden nun auch Spielfilme gezeigt. Das Festival von 1993 endete mit einem finanziellen Debakel, weshalb im Jahr 1994 nur 50 Filme gezeigt wurden. Während die Anzahl der gezeigten Filme aber sonst stetig anstieg, gewann das Festival auch international zunehmend an Anerkennung. 1997 wurde das Uppsala International Short Film Festival als einziges Filmfestival in den nordischen Ländern von der Academy of Motion Picture Arts and Sciences anerkannt. Seit 2000 besteht eine enge Zusammenarbeit mit dem Schwedischen Filminstitut. Am Festival gezeigte Kurzfilme aus Schweden kommen in die Auswahl für den nationalen Filmpreis Guldbagge, der vom Filminstitut vergeben wird. 2004 war in Uppsala ein Sonderprogramm der Lesbisch Schwulen Filmtage Hamburg zu sehen.

## Preisträger des Uppsala Grand Prix
Der Uppsala Grand Prix ist der Hauptpreis des Festivals und wird seit 1999 vergeben.
| Jahr | Filmtitel                                                                                   | Regie                           | Land                   |
| ---- | ------------------------------------------------------------------------------------------- | ------------------------------- | ---------------------- |
| 1999 | El paraíso perdido (Paradise Lost)                                                          | Jaime Marques                   | Spanien                |
| 2000 | Home                                                                                        | Morag McKinnon                  | Vereinigtes Königreich |
| 2001 | La pomme, la figue et l'amande (The Apple, the Fig and the Almond)                          | Joël Brisse                     | Frankreich             |
| 2002 | Comme un Seul Homme (All For One)                                                           | Jean-Louis Gonnet               | Frankreich             |
| 2003 | Fast Film                                                                                   | Virgil Widrich                  | Österreich             |
| 2004 | Russelltribunalen (The Russell Tribunal)                                                    | Staffan Lamm                    | Schweden               |
| 2005 | El otro sueño americano                                                                     | Enrique Arroyo                  | Mexiko                 |
| 2006 | Medianeras                                                                                  | Gustavo Taretto                 | Argentinien            |
| 2007 | Lampa cu caciula (The Tube with a Hat)                                                      | Radu Jude                       | Rumänien               |
| 2008 | Jos Kaadun (If I Fall)                                                                      | Hannaleena Hauru                | Finnland               |
| 2009 | Elefantenhaut                                                                               | Severin Fiala und Ulrike Putzer | Österreich             |
| 2010 | Colivia (The Cage)                                                                          | Adrian Sitaru                   | Rumänien               |
| 2011 | Miten marjoja poimitaan (How to Pick Berries)                                               | Elina Talvensaari               | Finnland               |
| 2012 | House Party                                                                                 | Adrian Sitaru                   | Rumänien               |
| 2013 | Khaterate Enghelabe Bahman Asheghe Leila (Revolutionary memories of Bahman who loved Leila) | Farahnaz Sharifi                | Iran                   |
| 2014 | Mondial 2010                                                                                | Roy Dib                         | Libanon                |
| 2015 | Over                                                                                        | Jörn Threlfall                  | Vereinigtes Königreich |